# Hammarbystugan

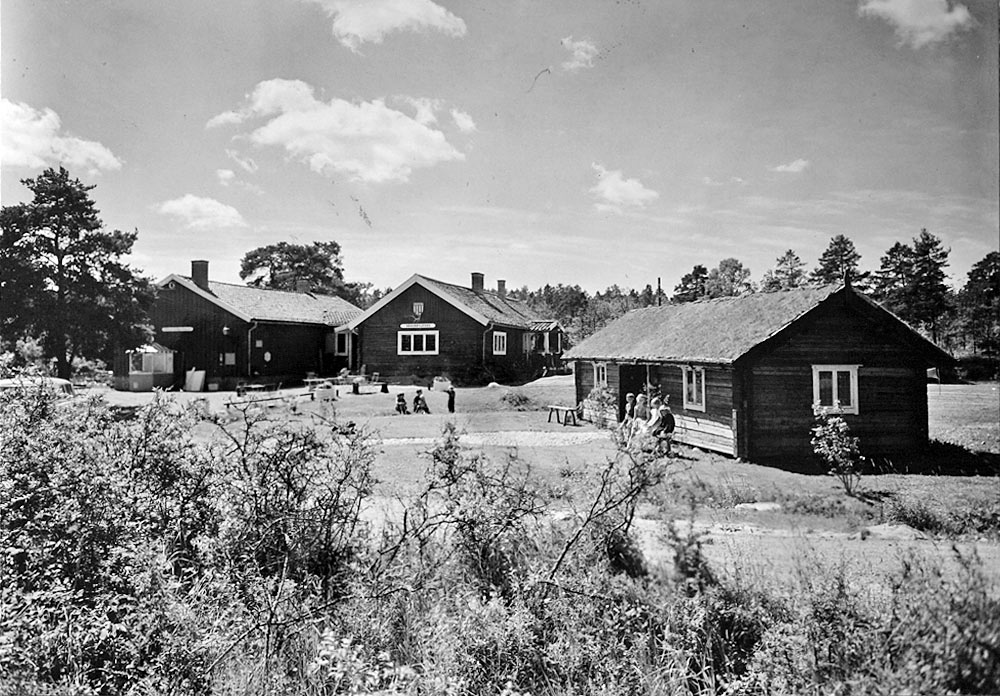
Hammarbystugan mitten av 1950-talet. Boningshuset från Åsögatan nere till höger, den tidigare ladan den högra av de större byggnaderna

Hammarbystugan var en frisksportanläggning och klubbgård  i Nackareservatet i Nacka kommun. Den var belägen vid nordvästra stranden av Söderbysjön och sydost om stockholmsstadsdelen Björkhagen. Anläggningen drevs av Hammarby IF med invigning 1943. De centrala husen i anläggningen brann ner 1962.

## Historia
Platsen hade utgjort ägorna till torpet Söderby där själva torpet övergavs 1845 men där en lada fanns kvar från mitten av 1800-talet. 1939 uttalade Hammarby IF  med Wilhelm Wendes som drivande ett önskemål om att få arrendera mark och byggnad främst för sina skid- och orienteringssektioner. Stockholms stad beviljade detta 1942 samtidigt med att Hellas fick tillstånd arrendera mark för sin kommande anläggning Hellasgården. Sommaren 1943 byggdes ladan om till friluftsstuga med omklädningsrum, klubbrum, samlingsrum och ett litet kök.
1945 restes bredvid den gamla en ny byggnad som rymde storstuga med servering och kök. En liten inomhusgång band ihop husen. I början av 1950-talet restes en klockstapel och i mitten av 1950-talet flyttades ett boningshus från Åsögatan på Södermalm och fungerade som omklädningsrum och sovrum. 1957 byggdes ett fjärde hus upp, en loftbod från Långstrand i Transtrands socken, Dalarna. Detta som senare blev golfklubbens huvudbyggnad hade i nedervåningen toaletter och förråd och i ovanvåningen sovrum. Ännu en speciell byggnad var ett eldhus från Älvdalens socken i Dalarna, som användes som raststuga. Ytterligare fanns ett stall, en smedja och en bastu. Där fanns också cirka 30 får.
Hammarbystugan var livligt besökt på nära avstånd från spårvagn (till 1950) och tunnelbanan. 1955 skrev Expressen att anläggningen en vanlig vintersöndag kunde locka upp emot 4 000 besökare. Nordväst om gården anlades i början av 1950-talet en golfbana och 1958 bildades Hammarby GK. Förutom sportaktiviteter och servering hyrdes även anläggningen ut till olika aktiviteter, där var utställningar, gudstjänster och midsommarfirande, med Bertil Walla som eldsjälen. Även TV spelade tidigt in program som sändes från Hammarbystugan, det mest kända är nog ”Storstugan” som producerades av Karin Sohlman-Falck. Gården fungerade också periodvis som vandrarhem, och härbärgerade år 1952 delar av den amerikanska olympiatruppen före avresan till spelen i Helsingfors.
Natten till den 29 december 1962 brann de två huvudbyggnaderna ner vid ett inbrott, och återuppfördes inte. Eldhuset flyttade bort året därpå och de andra byggnaderna övertogs av kommunen och golfklubben och där lofthuset sedan brann ner 4 juni 2010   

## Bilder

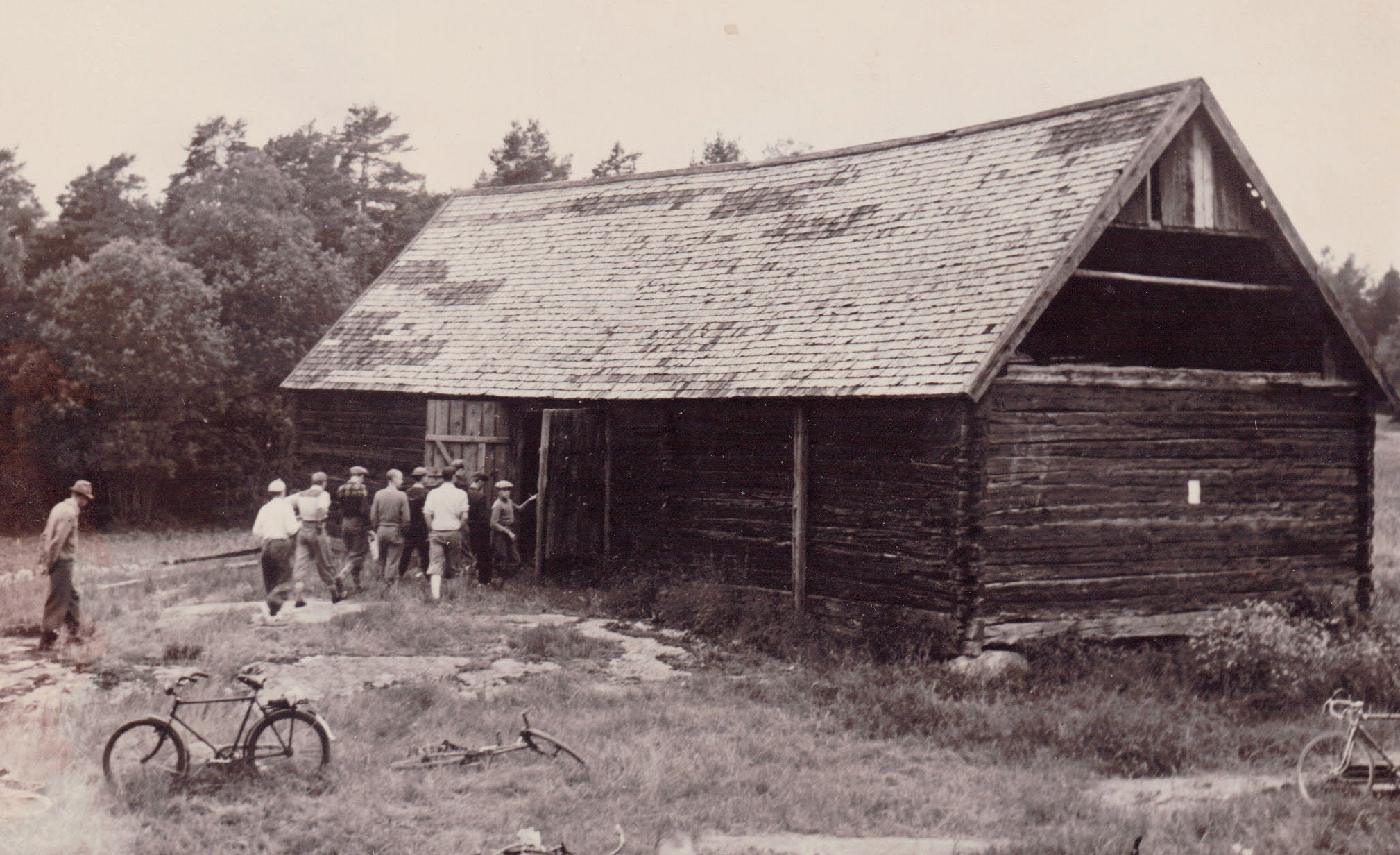
Hammarbyiter inspekterar ladan 1942.
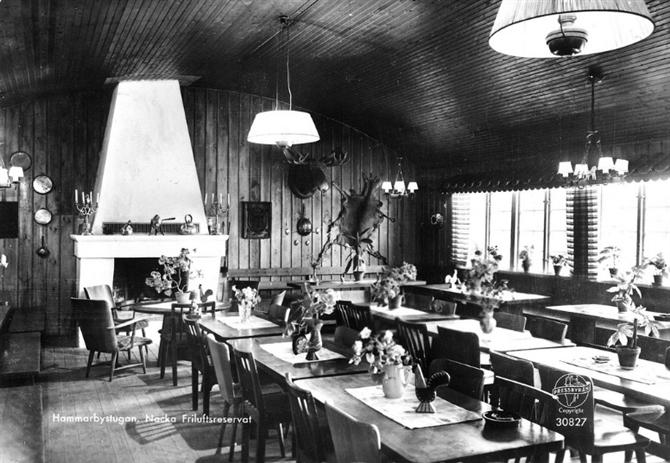
Inuti stugan.
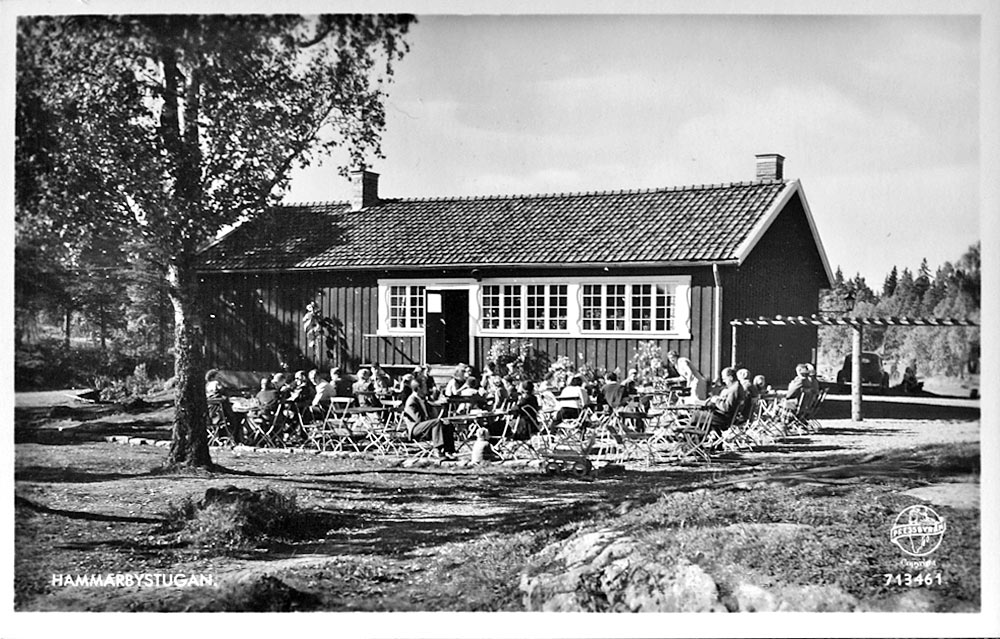
Serveringen vid Hammarbystugan.
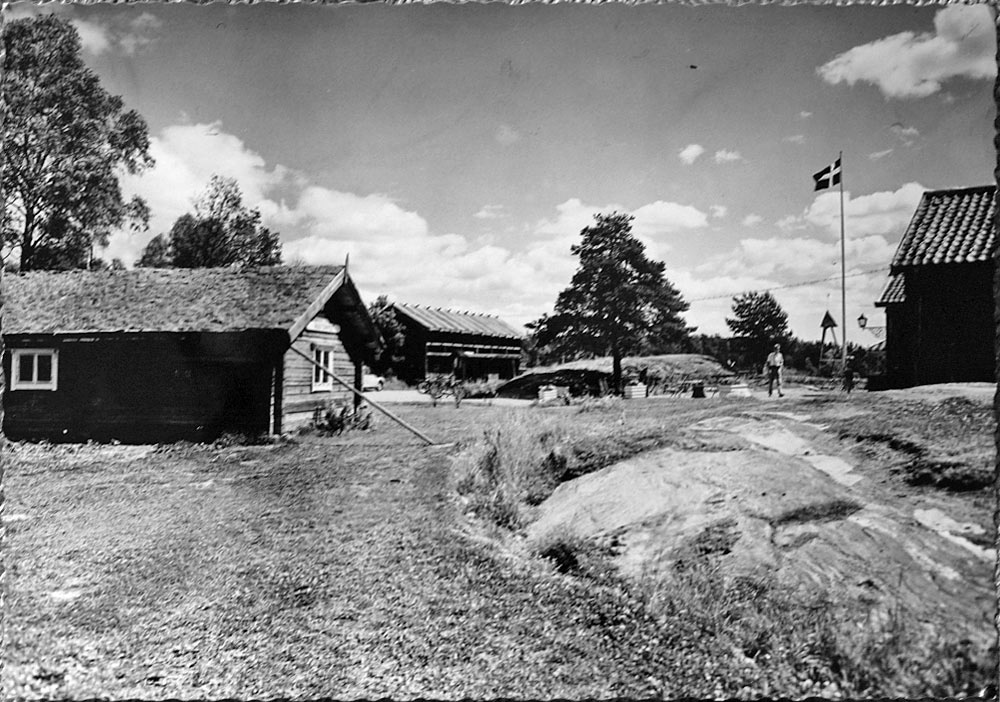
Omkring 1960, lofthuset och klockstapel rakt fram, de större byggnaderna till höger